# Агостино Барбариго
Вижте пояснителната страница за други личности с името Агостино Барбариго.
Агостино Барбариго (на италиански: Agostino Barbarigo; * 3 юни 1419, Венеция, Венецианска република; † 20 септември 1501, пак там) е 74–тият дож на Венецианската република от 1486 до 1501 г.
Заедно с Франческо Фоскари и Томазо Мочениго той е най-важната фигура във венецианския политически свят от втората половина на XV век. Aнгажира се решително в борбата срещу турците, окончателно анексирайки Кипър към Венеция (1489 г.). В останалата част управлението му се характеризира с внимателни политически инициативи, насочени към включването на Венеция в международната политическа игра с оглед на експанзия на континента, но също и с някои сериозни провали, като напразната помощ, дадена на Пиза, обсадена от флорентинците, и, през последните години, съживяването на турците в Източното Средиземноморие.

## Произход
Син е на Франческо Барбариго, принадлежащ към известното венецианско семейство Барбариго, и на съпругата му Касандра Морозини. Има трима братя, единият от които – Марко Барбариго (* 1413, † 1486) е негов предшественик на поста „дож“. По това време Барбариго са една от най-богатите семейства във Венеция с обширни владения на о-в Крит, във Верона и в Тревизо. 

## Биография

### Начална политическа кариера
Агостино е назначен за подест на Верона през 1478 г. и на Падуа през 1482 г. Докато е в Падуа, умира единственият му син.
Играе значителна роля във Ферарската война, като изпълнява мисии за венецианския генерален наместник в Полезине, където след това е назначен за администратор, и е администратор на Полезине при Роберто ди Сансеверино, генерален капитан на Републиката, срещу папа Сикст IV.
Така той придобива значителен военен и политически опит, който му позволява да се справи с трудните години, в които е дож на Венеция. Годината след края на Фераската война (Мир от Баньоло от 7 август 1484 г.), когато брат му Марко е избран за дож, Агостино заема длъжността на прокуратор на Свети Марк – най-важната след тази на дожа. Той е яростен противник на брат си, с когото има жестоки сблъсъци.

### Начало на управлението
Идва на власт благодарение на новата аристокрация на 30 август 1486 г., когато е избран за дож след смъртта на брат си Марко. Това са трудни избори, които го изправят срещу Бернардо Джустиниан вследствие на резултатите от войната срещу Ферара (1482 – 1484). Това е един от редките в историята на Венеция случаи, когато двама членове на едно и също семейство се сменят начело на републиката.
Още в началото на управлението си има сериозен конфликт със Сигизмунд Австрийски-Тиролски за границите в Трентино, където Републиката, притежаваща Рива, Торболе и Роверето, изглежда заплашва прохода Бренер. Войната, която приключва през 1487 г., не разрешава проблема, тъй като и двамата претенденти остават на изходните си позиции; въпреки това липсата на успех на северозападната граница е компенсирана през 1489 г. от закупуването на о-в Кипър от Катерина Корнаро, и на Кефалония.
На 10 април 1495 г. Барбариго организира антифренска коалиция (Венецианска лига), в която влизат освен Венеция папата, императорът, Испания и Милано, целяща да прогони краля на Франция Шарл VIII от Италия – цел, постигната благодарение на битката при Форново (6 юли). Въпреки поражението им в битката с този съюз италианските държави постигат целта си да накарат войските на краля да се изтеглят обратно във Франция. 
Последиците от френското начинание въвличат Венеция в Пизанската война, което е истинският и сензационен провал на цялата политическа кариера на дожа. Намесата в полза на града, обсаден от флорентинците, цели преди всичко да задържи Флоренция заета, за да може Венеция да действа по-лесно в Романя. Същевременно това е голямо пилеене на пари и сили и сериозен политически неуспех, което, заедно с провала на подкрепата, предоставена на Пиеро де Медичи в опитите му да се върне във Флоренция, води до изолацията на Венеция и до приемането на арбитражното решение на Ерколе I д'Есте. Според това решение Пиза е дадена на флорентинците, което анулира три години безполезно скъпа война.
Макар и жестоко цензурирана от съвременници и потомци, аферата от Блоа (1499) с Луи XII (виж Втора италианска война (1499 – 1504)) остава щастлива инициатива, която показва как отговорните за венецианската политика, с Агостино начело, напълно схващат значението на събитията и разбират конкретния условия, в които възникват италианските проблеми.

### Война с Османската империя
Между 1499 и 1503 г. Венеция воюва с Османската империя. Отношенията с османския султан Баязид II първоначално са добри, но от 1492 г. започват проблеми. Султанът се чувства оскърбен от шифрованите писма, които венецианският байло в Константинопол изпраща на правителството си, и нарежда той да напусне империята в рамките на три дни. В резултат на това дипломатическите отношения между двете страни са прекъснати, венецианските търговци в османската столица са арестувани (1499), а босненците навлизат в Далмация и стигат до портите на Задар. Флотът на двете държави се сблъсква край пристанището на Пилос и въпреки че силите са наравно, Лепанто пада в османски ръце. През юни 1499 г. Метони е атакувана лично от султана и, макар и защитавана упорито от венецианците, след няколко седмици е принудена да се предаде. Едва влезли в града, османците устройват истинско клане на населението. Малко след това пада и Корони. Всичко това е тежък удар за Венецианската република, защото двата града са база и убежище за всички венециански кораби, които плават оттам към Леванта. Войната срещу турците продължава още четири години. Мирът от 1503 г. постановява загубата на двете крепости и остров Санта Маура за Венеция: Венеция запазва в Морея само Навплио, Патра и Монемвасия.

### Културна дейност
По време на неговото управление започват работите, които дават на Пиаца „Сан Марко“ някои от основните паметници, които все още я характеризират: през 1494 г. са положени основите за Часовниковата кула и през 1495 г. на Старите прокурации.
На 1 февруари 1499 г. дожът тържествено открива часовника на кулата. Статуя на дожа е поставена до лъва на Свети Марко, символ на самия град, в горната част на фасадата на кулата. Статуята обаче е унищожена от французите през 1797 г., за да представи и визуално края на републиката. По негова инициатива е построено и стълбището на великаните в Двореца на дожите от братята Марко и Пиетро Ломбардо.
През 1488 г.  в църквата „Санта Мария дела Карита“ Агостино се занимава с изграждането на великолепна гробница за себе си и брат си Марко. Джовани Белини получава поръчка за четири големи триптиха за гробницата. В нея е погребан дожът. Въпреки това през 1807 г. тя е почти напълно разрушена от французите. Той поръчва на Белини портрета на брат му Марко, предназначен за Залата на Големия съвет (1486-1487) и за олтара „Барбариго“ (1488).

### Смърт
Барбариго умира на 20 септември 1501 г. на 82-годишна възраст и е погребан в църквата „Санта Мария дела Каритà“ във Венеция. Гробницата му е разрушена от войските на Наполеон през 1807 г. След смъртта му е основана институцията на Инквизиторите над починалия дож, която иска да възпре неговите наследници, така че те да нямат властта на Барбариго, оставил лоша репутация за действията си. Обвинен в сериозни административни нарушения, след смъртта му е образувано разследване на действията му, а наследниците му са осъдени на голяма глоба.

## Брак и потомство
∞ за Елизабета Соранцо, от която има един син и четири дъщери:
- Франческо Барбариго († сл. 1482)
- 4 дъщери

## В масовата култура
Появява се като таен съюзник във видеоиграта Assassin's Creed II. В следващите истории ̈(Assassin's Creed: Renaissance и Assassin's Creed: Project Legacy) той обаче е споменат като антагонист. Появява се и във Фейсбук играта Assassin's Creed: Project Legacy, чийто сюжет обяснява, че Агостино е бил корумпиран като брат си и затова е бил убит от асасините с отровни писма на 20 септември 1501 г.